# ワラビー
ワラビー (wallaby) は、双前歯目カンガルー型亜目カンガルー科に属する動物のうち、カンガルーやワラルーよりも小さな種に対し、一般的に使われる名称である。特に明確な定義付けはなされていないものの、約30種いる。カンガルーに比べ、後ろ足が小さく尾が短い。しかし、後ろ足で跳躍し移動すること、育児嚢で子供を育てることなど、基本的な習性はカンガルーと同じである。
小型の森林に生息するワラビーはヤブワラビー（ヤブワラビー属）、ドルコプシス（ドルコプシス属およびコドルコプシス属 (en)) として知られる。ワラビーの名はシドニー周辺で生活していたアボリジニのEora族の言葉に由来している。若いワラビーは他のカンガルー類と同様に"ジョーイ (joey)"として知られる。

## 分布および生息地

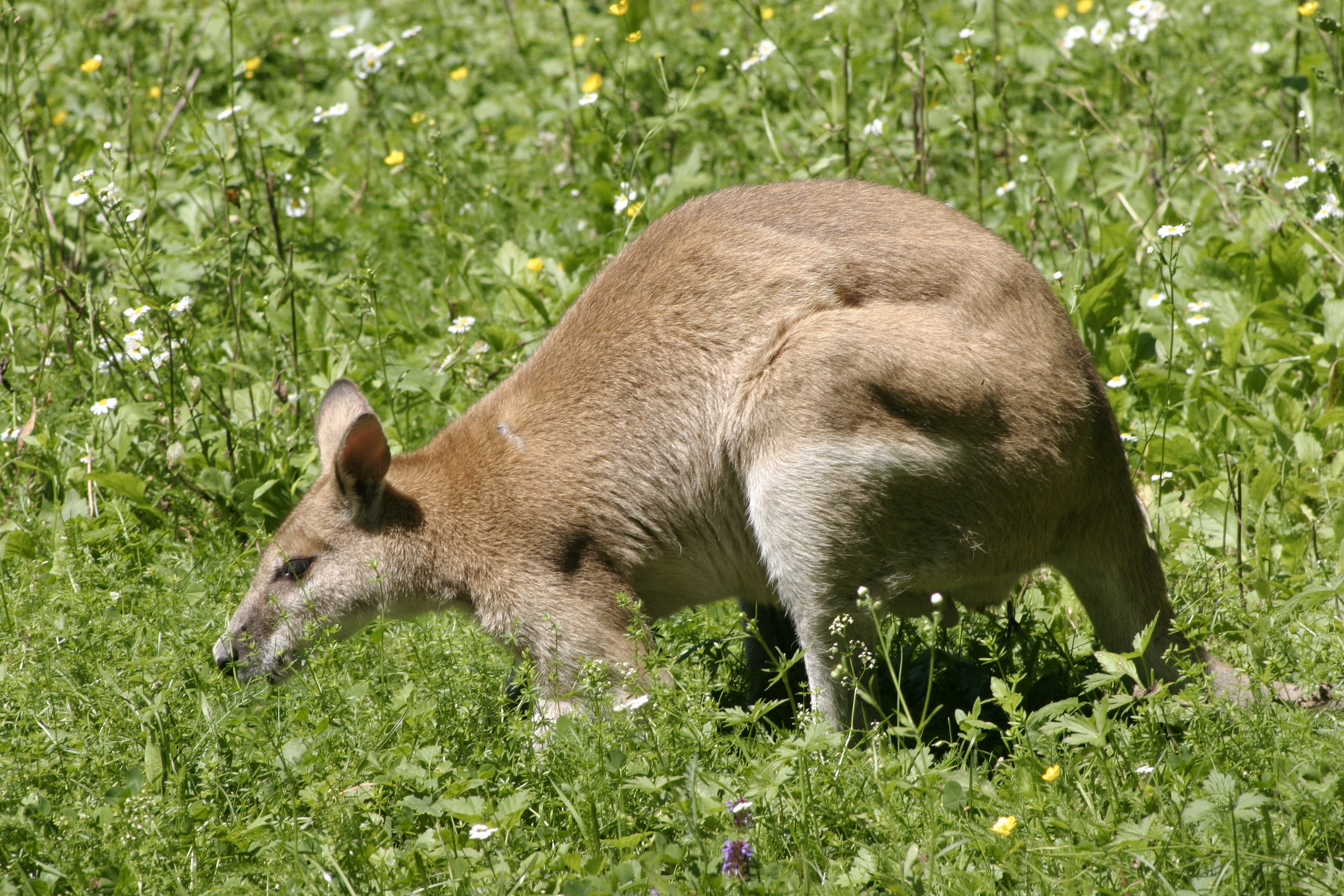
スナイロワラビー

ワラビーはオーストラリアの森林地帯や岩の多い地域、半乾燥地の広大な草地、都市近郊の森林地帯など様々な環境に適応し、幅広く分布する。しかしアウトバックのような広大で、痩せた土地には少なく、そのような土地はより移動性の優れたカンガルーの生息に適している。
ワラビー類はニュージーランドに移入されたが、現在は害獣として扱われ狩猟の対象となっている。また、ブリテン諸島にも移入された。うちマン島における生息数が最も多く、約100の繁殖コロニーが確認されている。また、オアフ島においても、ワラビー類が分布していることが確認されている。

## 分類
ワラビー類は、カンガルー類の中で科学的に明確に分類されたグループではないが、種の平均の体重がおおむね25kgよりも軽いものに使われる。ワラビー類はいくつかのカテゴリーに分類される。カンガルー属の標準的なワラビー類、すなわちカンガルーやワラルーに最も近縁であるスナイロワラビー (Macropus agilis) やアカクビワラビー (Macropus rufogriseus) は、大きさは異なるが見た目がよく似ている。ワラビー類は特に南部の州においてよく見られる。

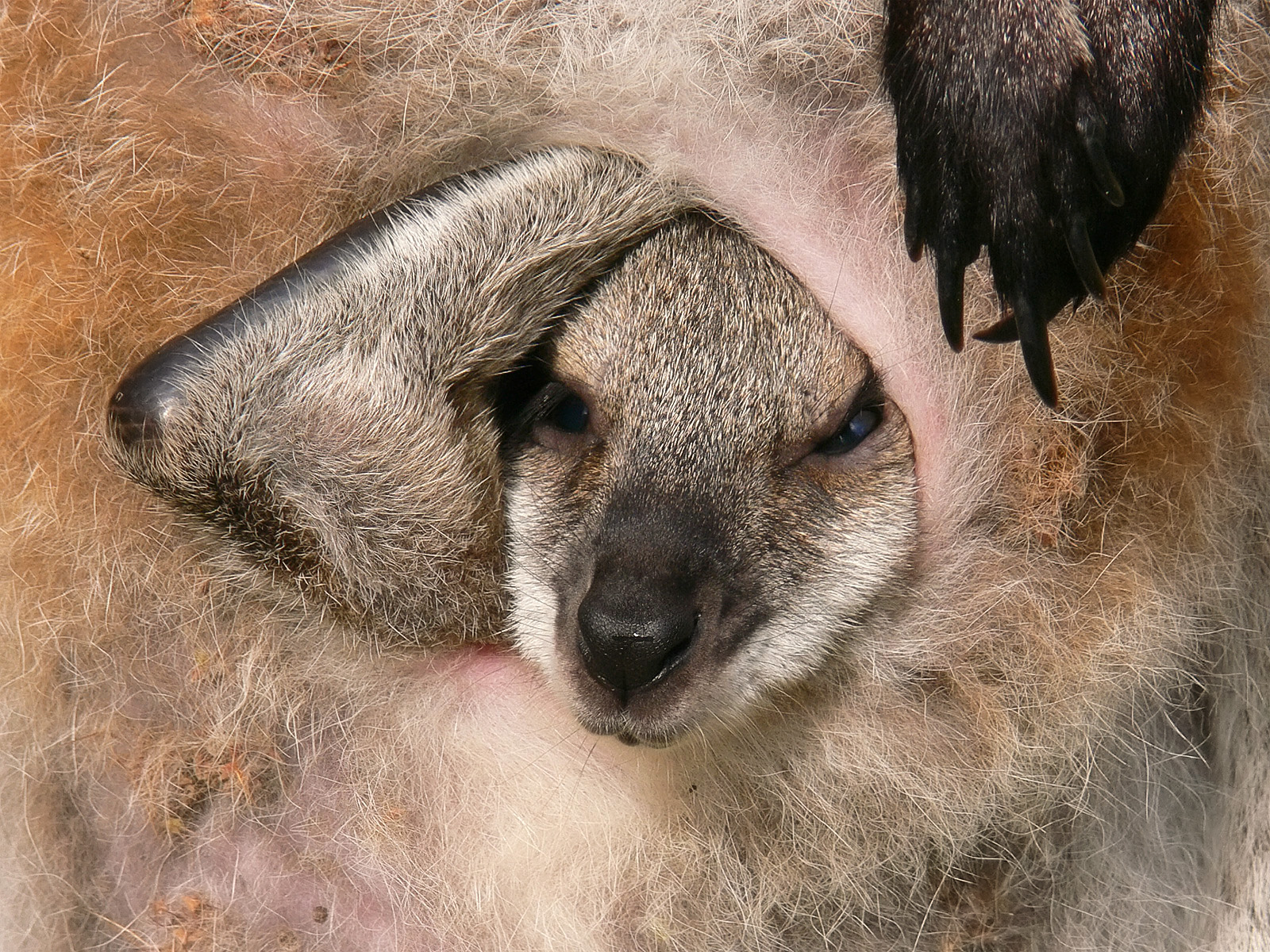
アカクビワラビー (Macropus rufogriseus) の子供

イワワラビー属 (Petrogale属) は、生態系に占めるニッチが北半球のヤギ類に似ており、岩場に適応し、大きなつめで地面を掘るよりも足裏の皮膚の摩擦により岩をしっかりととらえるのに適した脚になっている。最低でも15種あり、そのいくつかの種において、種間の関係はまだはっきりと分かっていない。いくつかの種は絶滅が危惧されている。捕獲されたイワワラビーの繁殖プログラムは、ヒールズビル・サンクチュアリーを代表とする成功事例をはじめ、世界中でもいくつかの成功事例がある。
シマウサギワラビー (Lagostrophus fasciatus) はかつて多数あったSthenurinae亜科の残存種であると考えられており、かつてはオーストラリア南部に広く分布していたが、現在は移入種に影響されていない西オーストラリア州の2つの島にのみ生息している。この種はウサギワラビー属とは近縁関係にはない。
また、地質学的に見て近年までオーストラリア大陸の一部であったニューギニア島には少なくとも5種のワラビーが生息している。

## 生息数
ワラビーはニュージーランドのカワウ島に移入され、害獣として扱われている。オーストラリアへこの個体群を再移入する計画は一部成功している。
マン島のBallaugh Curraghs地域において100個体以上の野生化した個体が確認されており、これらは数年前にCurraghs Wildlife Parkから逃げ出したつがいから繁殖した。
また、ハワイのオアフ島のKalihi Valleyにおいてもワラビーの野生化した個体群があることが知られている。このコロニーは1916年にオグロイワワラビー (Petrogale penicillata) の動物園で飼育されていた個体が逃げ出したものである。
他の地域でのワラビーの繁殖集団はこれまでときおり記載されてきたが、一個所のみが生存に適しているとされた。2個所の主要な個体群はスコットランドのローモンド湖にあるInchconnachan島、イングランドのピーク・ディストリクト (en) である。ピーク・ディストリクトの個体群は1940年頃に地元の動物園から逃げ出した5個体のワラビーに起源があり、2009年3月下旬の観察事例ではまだこの付近に生息しているとされる。1975年、個体群の大きさは最大になり、約60個体が確認された。ローモンド湖の個体群は1920年代にゆっくりと定着し、管理されず、約28個体に到達した。Inchconnachan島は狭いために、入り江が氷結する時に、本土へと移動する個体がある。過去に繁殖に成功しているイギリス連邦の他の個体群は、デヴォンのティンマス (en) 付近、イースト・サセックスのアッシュダウン・フォレスト (en)、ビュート島、ランディ島があげられる。また、アイルランドの東の沖にあるランベイ島 (en) にも小さな個体群がある。この群れはダブリン動物園によって、1980年代中頃に個体数が爆発的に増加した後に、導入された。

## 種

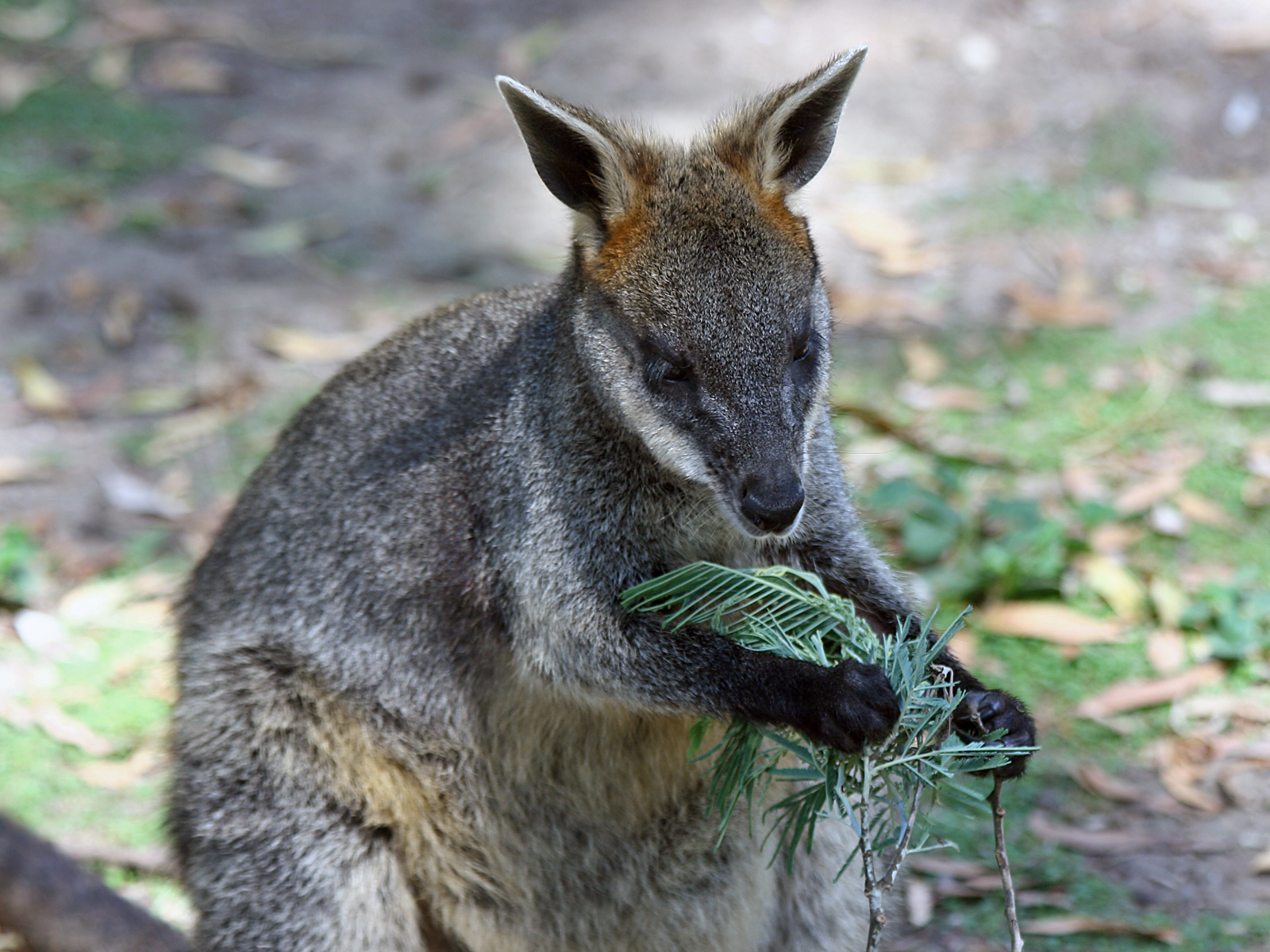
オグロワラビーはオグロワラビー属の唯一現生する種である。この個体はこの種の通常の採食行動を見せている。前肢を使い食草を握っている。

前述のように、ワラビーの定義は明確に定義されておらず、中型のカンガルー科に対し使われている。
- カンガルー上科 Macropodoidea
  - ネズミカンガルー科 Potoridae
  - カンガルー科 Macropodidae
    - ステヌルス亜科（シマウサギワラビー亜科） Sthenurinae
      - シマウサギワラビー属 Lagostrophus
        - Banded Hare-wallaby, Lagostrophus fasciatus,シマウサギワラビー

    - カンガルー亜科 Macropodinae
      - キノボリカンガルー属 Dendrolagus
      - ドルコプシス属 Dorcopsis
        - Black Dorcopsis, Dorcopsis atrata
        - White-striped Dorcopsis, Dorcopsis hageni
        - Gray Dorcopsis, Dorcopsis luctuosa
        - Brown Dorcopsis, Dorcopsis muelleri

      - コドルコプシス属（ヒメドルコプシス属） Dorcopsulus
        - Macleay's Dorcopsis, Dorcopsulus macleayi

      - ウサギワラビー属 Lagorchestes
        - †Lake Mackay Hare-wallaby, Lagorchestes asomatus (絶滅)
        - Rufous Hare-wallaby, Lagorchestes hirsutus,コシアカウサギワラビー
        - †Eastern Hare-wallaby, Lagorchestes leporides (絶滅)

      - カンガルー属 Macropus
        - Agile Wallaby, Macropus agilis,スナイロワラビー
        - Black-striped Wallaby, Macropus dorsalis
        - Tammar Wallaby, Macropus eugenii,ダマヤブワラビー
        - †Toolache Wallaby, Macropus greyii  (絶滅)
        - Western Brush Wallaby, Macropus irma,クロテワラビー
        - Parma Wallaby, Macropus parma,パルマワラビー（100年間絶滅したと考えられていたが、再発見された）
        - Pretty-faced Wallaby, Macropus parryi,エレガントワラビー
        - Red-necked Wallaby, Macropus rufogriseus,アカクビワラビー

      - ツメオワラビー属 Onychogalea
        - Bridled Nail-tail Wallaby, Onychogalea fraenata,タヅナツメオワラビー
        - †Crescent Nail-tail Wallaby, Onychogalea lunata (絶滅)
        - Northern Nail-tail Wallaby, Onychogalea unguifera,スナイロツメオワラビー

      - イワワラビー属 Petrogale
        - Allied Rock-wallaby, Petrogale assimilis,アライドイワワラビー
        - Short-eared Rock-wallaby, Petrogale brachyotis,コミミイワワラビー
        - Monjon, Petrogale burbidgei,バービッジイワワラビー
        - Cape York Rock-wallaby, Petrogale coenensis
        - Nabarlek, Petrogale concinna,ヒメイワワラビー
        - Godman's Rock-wallaby, Petrogale godmani
        - Herbert's Rock-wallaby, Petrogale herberti
        - Unadorned Rock-wallaby, Petrogale inornata
        - Black-flanked Rock-wallaby, Petrogale lateralis
        - Brush-tailed Rock-wallaby, Petrogale penicillata,オグロイワワラビー
        - Proserpine Rock-wallaby, Petrogale persephone,プロサーパインイワワラビー
        - Purple-necked Rock-wallaby, Petrogale purpureicollis,パープルイワワラビー
        - Mareeba Rock-wallaby, Petrogale mareeba,マリーバイワワラビー
        - Mt. Claro Rock-wallaby, Petrogale sharmani
        - Yellow-footed Rock-wallaby, Petrogale xanthopus,シマオイワワラビー

      - ヤブワラビー属 Thylogale
        - Tasmanian Pademelon, Thylogale billardierii
        - Brown's Pademelon, Thylogale browni
        - Dusky Pademelon, Thylogale brunii,コゲチャヤブワラビー
        - Calaby's Pademelon, Thylogale calabyi
        - Mountain Pademelon, Thylogale lanatus
        - Rothschild's Rock-wallaby, Petrogale rothschildi
        - Red-legged Pademelon, Thylogale stigmatica,アカアシヤブワラビー
        - Red-necked Pademelon, Thylogale thetis,アカクビヤブワラビー

      - オグロワラビー属 　Wallabia
        - Swamp Wallaby or Black Wallaby, Wallabia bicolor,オグロワラビー

## キャラクターなど
- ワラビーズ - オーストラリアのラグビーナショナルチームの愛称。ロゴもワラビーをかたどっている
- あずまきよひこに よる漫画、わらびー（または"Wallaby"）に出てくるワラビーの人形
- ロッコーのモダンライフのロッコー
- ワラビー - 沖縄タイムスの親子向け新聞のマスコットのゆるキャラ
- 埼玉県蕨市のマスコット